# 有關提名動議
有關提名動議（Motions relating to nominations）是一項議事程序，旨在議決提名事項時，可不受「一時不議二事」原則限制，在前一提名選項被否決後仍可繼續提名，屬於程序動議的一種。此動議通常搭配開放填空動議使用，將提名標的改為空格，開放與會者提案。根據《羅伯特議事規則》，有關提名動議在位階上即時優先，毋需動議、不可重提或修正，但可以討論。